# ۱۲۳۵ (قمری)
۱۲۳۵ (قمری)، هزار و دویست و سی و پنجمین سال در گاهشماری هجری قمری است. اول محرم این سال برابر با بیستم اکتبر سال ۱۸۱۹ میلادی است.
و برابر با ۱۱۹۷–۱۱۹۸ هجری خورشیدی است.

## وابسته
- سید علی‌محمد باب